# Дебел вторник
Дебелият вторник (на английски: Shrove Tuesday, на италиански: Martedì grasso, на руски: Жирный вторник, на немски: Fastnachtsdienstag, на испанскиː Martes de Carnaval, на френски: Mardi gras) е празникът, който завършва седмицата на седемте заговезни дни на карнавала, по време на които се провеждат много известни паради. Предшества Пепеляна сряда, която бележи началото на Великия пост.

## Описание
В Европа фактът, че християнският обичай на въздържание по време на Великия пост се практикува по-малко, отколкото в миналото, кара карнавалът да загуби древната си връзка с религиозния аспект. Всъщност според традицията на този ден са се консумирали всички най-вкусни храни, останали в къщата, които не могат да се ядат по време на постите, като месото например. Поради факта, че се консумират мазни храни, последният ден от карнавала се нарича Дебел вторник (Martedì grasso) в Италия и Марди гра във Франция. По време на Дебелия вторник е обичайно хората да се маскират и да дефилират по улиците на града; всеки италиански регион напр. има своите традиционни маски.

## Италия
Голяма част от епархията на Милано следва Амвросийския ритуал, според който Великият пост започва в неделята след Римската пепеляна сряда. Следователно празненствата се отлагат с четири дни, за Заговезна събота или Амвросианския карнавал.
В архиепископията на Лука тържествата традиционно се отлагат за първата неделя на Великия пост, наречена tabernella.
В Сардиния Дебелият вторник приема различни имена: в Мамояда се нарича Martisero, в Уласай – Martisperri.
Дебел вторник е последният ден, в който могат да се опитат типичните карнавални сладкиши, включително chiacchiere, известни още като maraviglias, cenci, lie, stracci, frappe, galani, sossole, cròstoli, fiocchetti, intrigoni и sfrappole в различните италиански региони.

## Обединено кралство и Британска общност: Маслен вторник (Ден на палачинките)
Денят преди Пепеляна сряда е известен като Shrove Tuesday в Обединеното кралство и Британската общност. Терминът shrove произлиза от глагола to shrive (= да се изповядам, да получа опрощение).
В Обединеното кралство на същия ден се отбелязва и Денят на палачинките, в който има истински състезания в училища и села между семейства, в които един от членовете трябва да тича с тиган, в който има студена палачинка. За да спечелиш, докато бягаш, трябва да можеш да обърнеш палачинката поне три пъти по време на пътуването между старта и финала. Изглежда, че тази традиция датира от 15 век, когато жена, която приготвяше палачинки за Задушница, разбира твърде късно, че камбаните на църквата вече бият за изповед. За да не губи време, тя се въоръжава с добра воля и приключва с приготвянето на палачинките по пътя, тичайки все още с престилка.

## Съединени щати
В Съединените американски щати Дебелият вторник (известен с френския термин Mardi gras) е важен празник в град Ню Орлиънс.

## Северна Европа
В Германия (и по-специално в долината на река Рейн), както и в почти всички скандинавски страни, най-важният ден на карнавала не е вторникът, предхождащ Пепеляна сряда, а по-скоро понеделникът. Известен е като Rosenmontag (= розов понеделник) в Германия и Bolludagur или Semladag в Швеция от името на типичния десерт на този ден, Semla.

## Полша
В Полша се празнува Tłusty czwartek – четвъртъкът преди Дебелия вторник. Според традицията на този ден се ядат понички със сладко от рози (Pączki).

## Украйна, Русия и Беларус
В Украйна, Русия и Беларус се празнува седмицата на блини-те, която представлява специфични палачинки, пълни със сладки и солени съставки. Раждането идва от древната руска империя. Периодът се нарича Масленица и се провежда в седмицата непосредствено преди Великия пост.

## Дати на Дебелия вторник
- 2024 – 13 февруари
- 2025 – 4 март
- 2026 – 17 февруари
- 2027 – 9 февруари
- 2028 – 29 февруари
- 2029 – 13 февруари
- 2030 – 5 март